# سي أوليفر
سي أوليفر (بالإنجليزية: Sy Oliver)‏ هو قائد فرقة ‏ وملحن ومغني وعازف جاز أمريكي، ولد في 17 ديسمبر 1910 في باتل كريك في الولايات المتحدة، وتوفي في 28 مايو 1988 في نيويورك في الولايات المتحدة.

## وصلات خارجية
- سي أوليفر على موقع IMDb (الإنجليزية)
- سي أوليفر على موقع الموسوعة البريطانية (الإنجليزية)
- سي أوليفر على موقع ميوزك برينز (الإنجليزية)
- سي أوليفر على موقع أول ميوزيك (الإنجليزية)
- سي أوليفر على موقع أول ميوزيك (الإنجليزية)
- سي أوليفر على موقع ديسكوغز (الإنجليزية)